# Ashbridges Bay Wastewater Treatment Plant

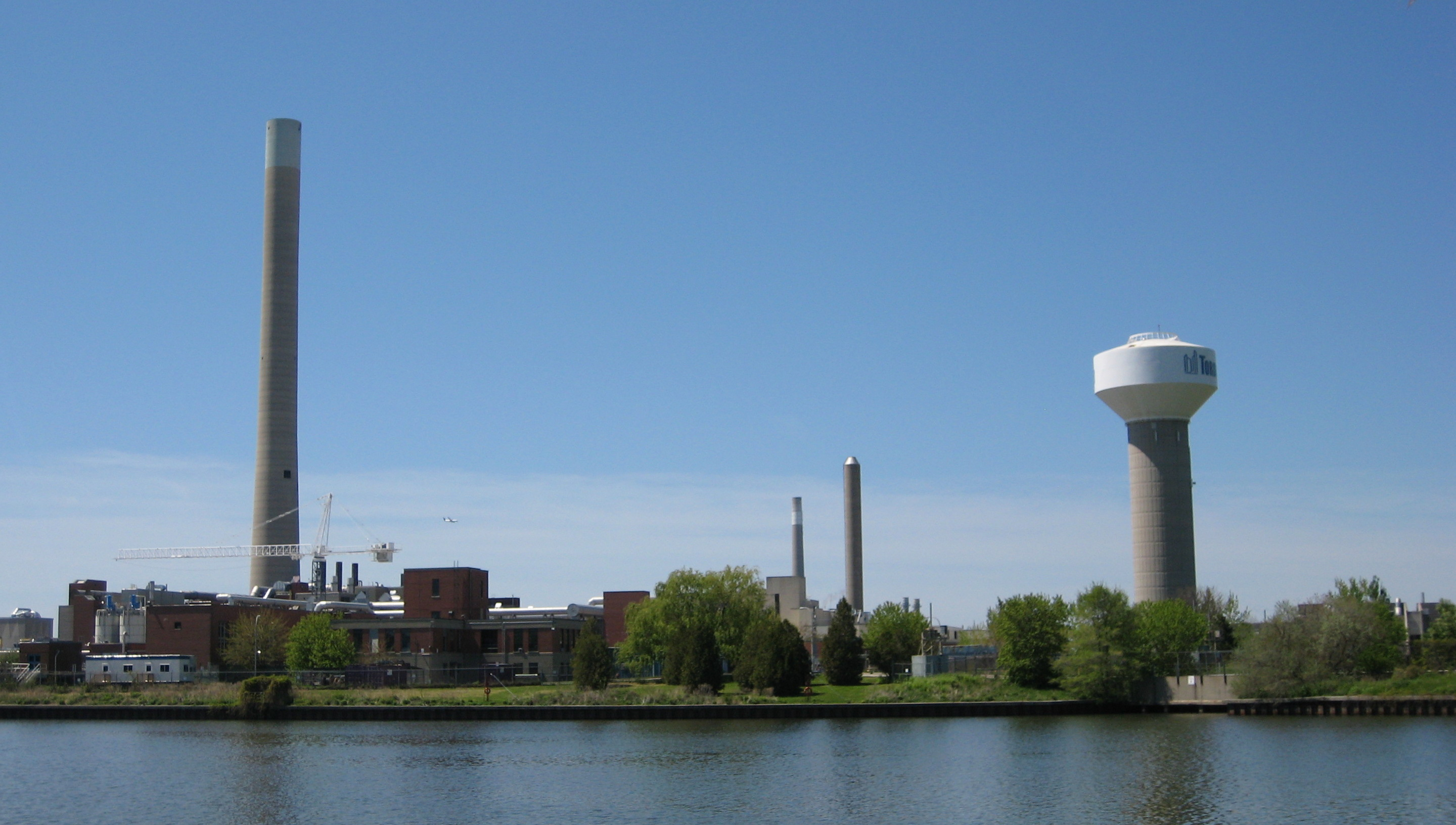
Ashbridges Bay Wastewater Treatment Plant.

Ashbridges Bay Wastewater Treatment Plant är det största och viktigaste av Torontos fyra reningsverk, och det största i Kanada. Det tar emot avloppsvatten från 1,3 miljoner människor, och har en kapacitet på 818 000 kubikmeter per dag. Fram till 1999 hette det officiellt Main Treatment Plant.
Ashbridges Bay öppnades 1912. Innan dess flöt avloppsvattnet från Toronto rakt ut i Ontariosjön, och ett lager tjockt slam täckte vattenytan från stranden och mer än hundra meter ut i sjön. Stadens dricksvatten hämtades också från sjön, och föroreningen bidrog till ett stort utbrott av tyfoidfeber.
Reningsverket ligger vid Ontariosjöns strand, vid änden av Leslie Street. I väster ligger Port Lands, som en gång var ett tungt industriområde men idag är övergivet. I norr ligger Leslieville. När reningsverket byggdes var detta stadens östra utkanter, långt bort från de flesta bostäderna. Idag är Ashbridges Bay omgivet av bostadsområden, och stora ansträngningar har gjort för att minimera lukt och föroreningar. Mest anmärkningsvärt är stängningen av reningsverkets förbränningsugnar 1987. En studie av lukten från Ashbridges Bay avslutades 2002, och i början av året gjordes reningsverkets omgivningar om till en landskapspark. År 2005 skrevs kontrakt för att utforma ett nytt system för att kontrollera lukten.
Fram tills nyligen transporterades slammet bort med lastbil, men sommaren 2007 nådde luktproblemen skandalösa nivåer när deponin i Michigan stängdes och staden bara transporterade bort sex av tio producerade lastbilar med slam. Resterande slam förvarades till hösten då det användes inom jordbruket.